# Simfonija št. 2 (Mahler)
Gustav Mahler: Simfonija št. 2 v c molu, »Vstajenje« za sopran, alt, zbor in orkester (čas nastanka: 1887-1894)
Okviren čas trajanja: 85 - 95 minut (odvisen tudi od dolžine premora med 1. in 2. stavkom)
Mahler je leta 1888, kmalu po neuspehu svoje 1. simfonije, imenovane »Titan«, napisal skladbo Totenfeier (Praznik smrti). Skladba je nastala kot posmrtna hvalnica sodobnemu junaku, opevanemu v 1. simfoniji. Mahler jo je leta 1891 predstavil Hansu von Bülowu, vendar je slavni dirigent Mahlerja odpravil s sarkastično pripombo, da je v primeri z njegovo skladbo Wagnerjev Tristan kot Haydnova simfonija. Mahlerja kritika ni preplašila. Odločil se je, da bo Totenfeier prvi stavek njegove naslednje simfonije. Po gospodovalnem in mračnem uvodnem Allegru (Mahler v poznejših avtorskih zapiskih predpisal po tem stavku vsaj petminutno pavzo), je skladatelj 2. in 3. stavek načrtoval kot medigri. Prvi, Andante, je sladek, sentimentalen spomin na mladost in izgubljeno nedolžnost. Drugi, Scherzo, predstavlja ostro nasprotje prijetnim spominom. Slika čas zorenja, ko se mladostni ideali zrušijo, v duši pa zavladajo dvomi, obup in gnus nad življenem in svetom. V tem stavku je Mahler uporabil glasbo iz svoje skladbe Anton Padovanski pridiga ribam iz svojega cikla Des Knaben Wunderhorn (Dečkov čudežni rog), v katerem je uglasbil vrsto pesmic iz Brentanove zbirke nemške ljudske in ponarodele poezije. V zadnjem stavku je skladatelj nameraval preliti v glasbo grozo smrti, trenutke poslednje sodbe, ničevost vsega živega in nazadnje veličastno vstajenje od mrtvih kot simbol večnega vračanja vsega živega v naravi in v duhovnem svetu. Podobno kot Beethoven v Deveti simfoniji je tudi Mahler čutil, da za glasbeno upodobitev svojih filozofskih idej potrebuje večji razpon zvočnih barv, kot ga ponuja simfonični orkester. Vključil je zbor in solistki in skušal najti primerno pesniško besedilo. Svojo odločitev je sam opisal v pismu svoji zaročeniki in bodoči ženi Almi Schindler 15. decembra 1901: 
»Če ustvarjam veliko glasbeno delo, pridem vedno do točke, ko moram uporabiti besedo kot nosilko glasbene ideje. Podobno se je verjetno dogajalo tudi Beethovnu, ko je ustvarjal svojo Deveto simfonijo. Le da mu književnost takrat morda ni nudila takšnih možnosti. Pri zadnjem stavku simfonije sem iskal primerno besedilo kot obseden, prelistal sem celotno svetovno literaturo do Svetega pisma, da bi našel odrešujočo besedo. Ves čas sem imel v mislih tudi zbor, a sem se bal, da bi bila primerjava z Beethovnom potem še bolj očitna. Prav takrat je umrl Hans von Bülow in udeležil sem se posmrtne slovesnosti. Zatopljen v razmišljanje o svoji simfoniji sem neneadoma zaslišal zbor, ki je pel Klopstockov koral Vstajenje. Zadelo me je kot strela in vse v moji duši je bilo v trenutku jasno: na tak preblisk čaka ustvarjajoči! To je božje spočetje! In tako se mi vselej dogaja: Samo če doživim, »ustvarjam« glasbo in le, če »ustvarjam« glasbo, doživim.«
Mahler je uporabil prvi kitici Klopstockove ode, dodal lastni verz in tako skiciral pesniško podlago za vokalno in simfonično tkivo zadnjega stavka. Šele po skiciranju monumentalnega finala se je Mahler zavedel neuravnoteženosti, ki jo je zakrivil preoster prehod med scherzom in zadnjim stavkom. Mednju je vrinil kratek stavek kot nekakšen uvod v finale. Uporabil je svojo pesem Urlicht, ki jo je napisal v 1892 po besedilu iz zbirke »Des Knaben Wunderhorn«. Po tem posegu je Mahler dokaj hitro orkestriral zadnji stavek in julija 1894 na počitnicah ob Vrbskem jezeru prijateljem oznanil obstoj svoje 2. simfonije. Nastajala je 7 let in njen vstop v koncertni svet ni bil lahek. Jeseni 1892 je Mahlerju v Hamburgu uspelo z gledališkim orkestrom in nekaj prijatelji izvesti vajo prvih treh stavkov, kar je pripomoglo k številnim spremembam v orkestraciji. Kmalu zatem je Hermann Behn priredil te stavke za klavir štiriročno in delo je postalo dostopno glasbeno izobraženemu občinstvu. Po zaslugi Richarda Straussa so bili trije instrumentalni stavki predstavljeni v Berlinu 4. marca 1895 pod taktirko Mahlerja samega. Kritiki so delo z redkimi izjemami ocenili kot divjaško in odpor vzbujajoče, a simfonija je kljub temu vzbudila veliko zanimanje, tako da so celotno delo prvič izvedli v Berlinu že 13. decembra istega leta. Tudi tokrat je dirigiral sam skladatelj. Premiera simfonije je doživela usodo marsikaterega uspešnega glasbenega dogodka: publiki je bila všeč, kritiki pa so jo raztrgali. 
Druga simfonija Gustava Mahlerja je eden najlepših izrazov duha tedanjega časa. Filozofa Friedrich Wilhelm Nietzsche in Arthur Schopenhauer sta artikulirala duhovna nasprotja, ki so tik pred nastopom moderne dobe trgala evropsko civilizacijo. Ljudem večinoma ni bilo dano uveljavljati svobodno voljo; sistem vrednot in družbena prisila sta jih vklepala v mnogo tesnejše spone, kot vklepata nas. Vendar so slutili nove čase in lepše življenje. Hrepeneli so po odrešenju, očiščenju, prerojenju, razsvetljenju in vstajenju že na tem svetu, čeprav so si pod temi čudovitimi besedami predstavljali različne, pogosto nasprotujoče si reči. Umetniki tistega časa so njihove želje in bojazni izražali na vzvišen, sublimiran način. Mar ni Ivan Cankar, ki je prav tako kot Mahler izšel iz avstro-ogrske province in prav tako kot on v mladosti prebiral Nietzcheja, zapisal naslednjih verzov:
»Bog je in luč je, radost in življenje!
Svetlejši iz noči zasije dan,
življenje novo vre iz starih ran
in iz trohnobe se rodi vstajenje!« ?
Gustav Mahler je za umetniško upodobitev človekovega hrepenenja po večni svetlobi uporabil svoje ogromno glasbeno znanje in čustveno občutljivost. Tisto presežno, kar njegovi 2. simfoniji še danes daje čar, pa je iskrena, kljub preizkušnjam neomajna vera v nesmrtnost. Nesmrtnost, ki naj bi je postali vredni; pridobimo jo s tem, kar smo bili zmožni v življenju čutiti in ustvariti. Mahlerjevo srce je sicer razdejala bolezen. Njegova čustva in njegov miselni svet pa zaživijo v nas vsakokrat, ko se nas dotakne njegova umetnost.

## Stavki
1. Allegro maestoso. Mit durchaus ernstem und feierlichem Ausdruck
2. Andante moderato. Sehr gemächlich. Nicht eilen.
3. In ruhig fliessender Bewegung.
4. Urlicht. Sehr feierlich, aber schlicht
5. Im Tempo des Scherzo. Wild herausfahrend.

## Besedilo pesmi 4. stavka
Praluč (Urlicht), iz zbirke Dečkov čudežni rog
| Nemški original O Röschen rot! Der Mensch liegt in größter Not! Der Mensch liegt in größter Pein! Je lieber möcht ich im Himmel sein! Da kam ich auf einen breiten Weg; Da kam ein Engelein und wollt mich abweisen. Ach nein! Ich ließ mich nicht abweisen! Ich bin von Gott und will wieder zu Gott! Der liebe Gott wird mir ein Lichtchen geben, Wird leuchten mir bis in das ewig selig Leben! | Slovenski prevod O vrtnica rdeča! Človek je v najhujši stiski! Človek je v najhujši bridkosti! kako rad bi bil v raju! Takrat sem prišel na široko pot; tam me je angelček hotel zavrniti. Oh ne! Nočem nazaj! Sem od Boga in hočem spet k Bogu! ljubi Bog mi bo dal lučko, ki mi bo svetila do večnega življenja v blaženosti. |

## Besedilo pesmi 5. stavka
Friedrich Gottlieb Klopstock: Vstajenje (Auferstehen)
| Nemški original Auferstehn, ja auferstehn wirst du, mein Staub, nach kurzer Ruh'! Unsterblich Leben wird, der dich rief, dir geben! Wieder aufzublühn wirst du gesät! Der Herr der Ernte geht und sammelt Garben uns ein, die starben! O glaube, mein Herz, o glaube: Es geht dir nichts verloren! Dein ist, ja dein, was du gesehnt! Dein, was du geliebt, was du gestritten! O glaube: Du wardst nicht umsonst geboren! Hast nicht umsonst gelebt, gelitten! Was entstanden ist, das muß vergehen! Was vergangen, auferstehen! Hör auf zu beben! Bereite dich zu leben! O Schmerz! Du Alldurchdringer! Dir bin ich entrungen! O Tod! Du Allbezwinger! Nun bist du bezwungen! Mit Flügeln, die ich mir errungen, in heißem Liebesstreben, werd' ich entschweben zum Licht, zu dem kein Aug' gedrungen! Sterben werd' ich, um zu leben! Auferstehn, ja auferstehn wirst du, mein Herz, in einem Nu! Was du geschlagen, zu Gott wird es dich tragen! | Slovenski prevod Vstal boš, vstal moj prah po kratkem počitku! Nesmrtno življenje ti bo dal tisti, ki te je poklical. Posejan si bil, da vzcvetiš. Gospodar žetve hodi in pobira snope nas, ki smo umrli. O, veruj, moje srce, nič se ti ne bo izgubilo! Tvoje je, da, tvoje, po čemer si hrepenelo! Tvoje, kar si ljubilo, za kar si se bojevalo! Kar je minilo, bo vstalo! O, veruj, nisi zaman rojeno! Nisi zaman živelo, trpelo! Kar je nastalo, mora miniti; kar je minilo, mora vstati! Nikar ne trepetaj! Pripravi se na življenje! O bolečina, ki v vse prodiraš, tebi sem se iztrgal! O smrt! Ki vse premagaš, zdaj si premagana! S krili, ki sem si jih priboril v vročem ljubezenskem zagonu bom zaplaval k svetlobi! Zaplaval bom! Umrl bom, da bom živel! Vstalo boš, da, vstalo, moje srce, v hipu! Kar si bilo, te bo nosilo k Bogu. |